# Marsdenia gualanensis
Marsdenia gualanensis là một loài thực vật có hoa trong họ La bố ma. Loài này được Donn. Sm. mô tả khoa học đầu tiên năm 1910.